# Zaafrane
Zaafrane est une commune de la wilaya de Djelfa en Algérie.